# Condor
Condor (с англ. — «Кондор»; полное название Condor: The Competition Soaring Simulator) — компьютерный авиасимулятор планёра.
Русская локализация, выполненная студией Логрус, была издана компанией 1С под названием «Кондор: симулятор планёра» 16 мая 2008 года. 21 февраля 2018 года вышел Condor2.

## Описание
Кондор не содержит никаких типов воздушных судов помимо планёра и вся игра посвящена исключительно планёрной специфике. Имеются два вида буксировки: аэробуксировка и лебёдка, а также вариант, когда полёт начинается сразу на некоторой высоте. Изначально в игре имеется выбор из 13 видов планёров, это количество может быть расширено за счёт установки дополнений. Имеется возможно использовать водобалласт.
Реализована возможность полёта по маршруту с указанием задания. Имеется встроенный планёрный компьютер, а поддерживается трансляция NMEA-данных (координаты, высота и скороподъёмность) в другие приложения на локальном компьютере, а также клиентом-получателем NMEA-данных может выступать планёрный компьютер XCSoar, запущенный на мобильном устройстве.
Помимо непосредственно полётов имеется различная функционально по их анализу и записи. Пользователи имеют возможность создавать свои карты.
Сетевой режим позволяет пользователям производить совместные полёты и в том числе соревноваться с друг другом. Компьютерные соперники в игре отсутствуют.
Для управления взглядом игрока может использоваться TrackIR.

## Использование при обучении
За счёт высокой степени реализма и поддержки экспорта данных на базе Кондор могут быть реализованы комплексные авиатренажёры, имитирующие кабину планёра с сиденьем пилота и необходимой арматурой.